# Fabronia kiusiana
Fabronia kiusiana là một loài Rêu trong họ Fabroniaceae. Loài này được Sakurai mô tả khoa học đầu tiên năm 1932.